# Los Blops
Blops fue un grupo musical chileno fundado en 1964. Considerados como uno de los pilares fundamentales del rock chileno de aquella época, junto con los grupos Los Jaivas y Congreso, entre otros. Los integrantes que grabaron discos fueron: Julio Villalobos (guitarra, voz, tiple, piano, acordeón, piano eléctrico), Eduardo Gatti (guitarra, voz, tiple), Juan Pablo Orrego (bajo, xilófono y voz), Juan Contreras (órgano, flauta traversa, percusiones), Sergio Bezard (batería y percusiones) y Juan Carlos Villegas (piano eléctrico).
Nacidos bajo la influencia de The Rolling Stones y The Beatles, pasaron un par de años ensayando en el living de sus casas o tocando en festivales colegiales hasta que el grupo comenzó a tocar sus propias canciones, con toda la influencia del rock y bajo el contexto de La Nueva Canción Chilena. De marcado estilo folclórico o folk, los Blops también experimentaron y ampliaron su sonido, integrando tanto elementos del rock progresivo como del jazz y la psicodelia. Un aspecto determinante en el resultado de esos caminos fue la improvisación.
El nombre del grupo deriva de la clásica onomatopeya "PLOP" del cómic Condorito y fue acuñado minutos antes de que la banda ofreciera su primera presentación formal, en 1964.

## Historia
Originalmente componían el grupo Julio Villalobos (guitarra, voz), Alejandro Greene (Guitarra) y Pedro Greene (Batería), esta formación duraría hasta 1967, época en que Alejandro viaja a Europa. En ese instante Julio invita a Felipe Orrego, quien a su vez lleva a sus primos Juan Pablo Orrego (Bajo) y Andrés Orrego (Voz). Esta formación duró hasta comienzos de 1969. En el verano de ese año, tras la partida de Andrés y Felipe, se integra Eduardo Gatti (Guitarra, voz), quien venía del grupo pop The Apparitions y de haber reemplazado a Juan Mateo O'Brien en Los Vidrios Quebrados. Luego de un hiato, a mediados de 1969 llega Juan Contreras (Flauta, teclados), compañero de Juan Pablo Orrego en la Universidad. En marzo de 1970, ante la salida de Pedro Greene y la incorporación de Sergio Bezard (Batería, percusión), quien estudiaba Artes en la Universidad de Chile y había sido baterista de The Apparitions en su última etapa, la formación clásica quedó conformada definitivamente.
Entre 1964 y 1969 se dedicaron a tocar mayormente versiones de canciones de (entre otros) The Beatles, The Rolling Stones, The Animals, The Doors y Cream con extensos pasajes de improvisación, lo que los diferenciaba del resto de agrupaciones que conformaban el pequeño circuito del rock chileno. También presentaban canciones compuestas por ellos en el estilo de los conjuntos que versionaban, como "There Was A Light", "Thinkin' About The Good Times" o "I'll Wait Long For The Sun To Fall".
A mediados de 1969 comienzan a componer obras totalmente originales con guitarras acústicas y en castellano, como "Barroquita" y "La Mañana y El Jardín" de Juan Pablo Orrego, "Niebla" de Eduardo Gatti o "Vertigo" de Julio Villalobos.
Ya en 1970 sus conciertos se construían con base en temas propios y extensas improvisaciones, lo que siguieron desarrollando hasta la disolución del grupo en julio de 1973.
Vivieron en comunidad, primero en La Manchúfela, una casa ubicada en Avenida Ossa 516, en la comuna de [La Reina], donde podían ensayar hasta las altas horas de la madrugada, y más tarde en una casa ubicada en el Parque Arrieta llamada "Peñalolén Chico", vivienda colindante a la mansión donde vivía una comunidad de integrantes del Instituto Arica de Santiago.
Junto con vivir en comunidad, se vincularon con el grupo de encuentro organizado por el Dr. Héctor Fernández en el Instituto de Psicología Aplicada, en el cual contactan con el Instituto Arica de [Oscar Ichazo], experiencia que los hace interesarse en un cambio personal, un sentimiento común entre los jóvenes de aquella época en países del occidente.
Previamente a la profesionalización del grupo, Julio Villalobos colaboró como guitarrista en dos álbumes de Ángel Parra: Al mundo-niño, le canto y Canciones funcionales.
El primer disco, Blops, grabado en una máquina monofónica de dos canales, lo publicaron en agosto de 1970 bajo el sello DICAP. Las 500 copias publicadas de la primera edición ofrecía portadas dibujadas por los músicos, sus amigos y familiares. Luego, en octubre, se publicó el segundo tiraje con una foto del conjunto tomada por Antonio Larrea. 
Es principalmente instrumental e incluye entre otros temas «Vértigo», de Julio Villalobos, "La mañana y el jardín", de Juan Pablo Orrego, y «Los momentos», canción compuesta por Eduardo Gatti que tuvo una amplia trascendencia en esa época y se transformó en un clásico de la música popular chilena.
En diciembre de 1970 publican su primer sencillo: Machulenco / El valle de los espejos.
En marzo de 1971 apareció el segundo simple: Los Momentos / La mañana y el jardín.
En febrero de 1971 participan en la XII versión del Festival Internacional de la Canción de Viña del Mar donde fueron abucheados por un público que no comprendió la novedosa propuesta del grupo, lo que sumado a una deficiente amplificación (en ese entonces aún no se utilizaban las guitarras electroacústicas ni los monitores de retorno) los hizo abandonar las guitarras acústicas y reemplazarlas por instrumentos eléctricos, lo que inició una revolución sonora del grupo: Dejaron de tocar sus composiciones y adoptaron la improvisación libre como eje fundamental de las presentaciones.
En Abril del mismo año colaboran con Víctor Jara en el disco El derecho de vivir en paz.
En junio, acompañan a Patricio Manns en su disco homónimo y en julio aparecen junto a Ángel Parra en "Canciones De Patria Nueva"
En julio publican su segundo álbum (Blops, conocido como Del volar de las palomas) a través del sello Peña de los Parra, su álbum más reconocido, y con Ángel Parra colaborando como voz principal en el tema Del volar de las palomas.
Los días 23 y 24 de octubre de 1971 se presentan en el Primer Festival de Rock Progresivo, evento a beneficio del museo de bellas artes albergado en el recinto, junto a Los Jaivas, Embrujo, Congreso, LSD, Sandors, Trinidad Cabeza, Topsy Turby y Los Araucanos.
En diciembre, junto a Los Jaivas y Embrujo, se presentan en un ciclo de conciertos llamado "Gira A Pata Pelá".
En el verano de 1972 acompañan a Carmen Luisa Parra en el simple "No Llores/La Sombra De Un Arbol".
En ese instante, Julio Villalobos decide abandonar el grupo por motivos familiares.
Durante ese año el resto del grupo desarrolla lo que posteriormente se conocería como Parafina, que funcionaba como un colectivo de improvisación libre. Ingresan el pianista Juan Carlos Villegas, el guitarrista Héctor Sepúlveda y el percusionista Juan Agustín Jiménez. Realizan pocas presentaciones públicas, pero mantienen un régimen fijo de ensayos diarios que se extendían por largos periodos de tiempo.
En la primavera de 1972 Villalobos reingresa al proyecto de manera intermitente, pero vuelve a retirarse a mediados de 1973, pues solo participaba de los ensayos. Su última presentación junto a Blops fue el 30 de diciembre de 1972 en el recital "Dos Días De Música Al Sol", donde compartieron cartel con Los Jaivas en el estadio de La Reina. En ese tiempo se retiran Sepúlveda y Jimenez.
En esa época realizan una serie de registros para el sello Machitún (de la IRT), apoyados por Julio Numhauser. Dicho material se encuentra extraviado hasta hoy.
El 24 y 25 de febrero de 1973 se presentan en el festival Los Caminos Que Se Abren, realizado en la Quinta Vergara de Viña del Mar junto a Los Jaivas, El Polen, Manduka, Geraldo Vandré, Lucho Beltrán, Matías Pizarro y Colores.
En mayo de 1973, su productor Pepe Romeu les consigue el estudio RCA en Buenos Aires (Argentina)  por 14 horas, tiempo que la banda aprovechan para grabar cinco composiciones. A la vuelta de ese viaje y tras entregar a IRT el máster de lo que sería su tercera producción, la banda decide disolverse por problemas internos y dificultades económicas.
Después del Golpe de Estado en Chile de 1973, al igual que una gran cantidad de registros históricos, las cintas matrices que contenían las obras del grupo fueron destruidas por militares en allanamientos a las bodegas de los sellos que las habían publicado.
En julio de 1974, un año después de la disolución de la banda y por insistencia de Eduardo Gatti, Alba (ex IRT) publica Blops o Locomotora, con un tiraje de 500 copias.
En el verano de 1974, Eduardo Gatti y Juan Pablo Orrego se mudaron a Zapallar con el afán de revivir al grupo como un trío, por lo que siguieron con su carrera musical pero en proporciones mucho menores. Los acompañó Carlos Fernandez (proveniente de Kissing Spell/Embrujo). Luego de esto, Juan Pablo Orrego se radicó en Canadá. Eduardo Gatti viaja junto a su familia a Alemania entre 1976 y 1978.
En 1975 Juan Contreras sale del país con rumbo a Ecuador, Sergio Bezard hacia Estados Unidos, Juan Pablo Orrego viaja a Canadá. En 1976 Eduardo Gatti hace lo mismo, con destino a Alemania. Julio Villalobos permanece en Chile.
En 1979, Gatti y Orrego se reúnen en Chile nuevamente junto al percusionista Jaime Labarca para realizar conciertos acústicos. Editaron como sencillo una nueva versión de "Los momentos", acoplada con "La Francisca". El sencillo tuvo un gran éxito en el país. Realizaron conciertos en México, Ecuador y Canadá. 
En 1980 se publica "Blops", un casete producido por Producciones Musicales Carrero M.R. Esta cinta se considera no oficial en la discografía del grupo. Ese mismo año el cineasta Pablo Perelman hizo videoclips para las canciones «Sambayé», «El loco» y «Viaje definitivo».
En 1981 el conjunto se disuelve una vez más.
En 2001, la discográfica BMG reedita los tres primeros álbumes de Los Blops a partir de copias de los discos originales, pero el trabajo realizado por Joaquín García estuvo muy por debajo del estándar mínimo, recortando temas y re-ecualizandolos precariamente.
Para acompañar la publicación en CD de su discografía, Eduardo Gatti y Juan Pablo Orrego se reunieron temporalmente junto a Pedro Greene, Carlos Fernandez y Andrés Pollak, dando tres conciertos en la sala SCD del Mall Plaza Vespucio, la Casa de la Cultura de Ñuñoa y en el Teatro Municipal de Valparaíso y en el Algarrobal de Chicureo.
Pese a que existían intenciones de grabar un nuevo disco, la idea fue abandonada debido a la escasa repercusión mediática del reencuentro.
En 2006, Shadoks Music, sello alemán dedicado al rescate de la música psicodélica, editó una caja recopilatoria conteniendo los tres álbumes íntegros editados por la banda entre 1970 y 1974, y otra caja recopilatoria con los álbumes en CD. Se considera el mejor trabajo hecho con la música de la agrupación hasta el momento.
En 2011, el sello inglés Acme reedita "Blops" (1974) en formato LP.
En 2017, el sello español Guerssen reedita "Blops" (1970) y "Blops" (1971) en formato LP.
La reedición de la discografía de Blops en el nuevo milenio abrió paso a una nueva generación de seguidores en Chile, lo que contrasta con el desconocimiento previo del trabajo del grupo, que aunque ya era reverenciado en circuitos de coleccionistas y estudiosos del rock a nivel mundial, permanecía olvidado en su país de origen.
Eduardo Gatti continuó con su carrera musical, editando varios álbumes y logrando fama por su nueva versión del tema «Los momentos» y la canción «Navegante», tema central de la película El último grumete. Juan Pablo Orrego se radicó en Canadá y se convirtió en ecologista, siendo en 1998 galardonado con el Premio Nobel Alternativo. Actualmente reside en Chile. Sergio Bezard está radicado en Miami, toca batería y teclados profesionalmente, además de ser profesor universitario de música, arte y humanidades y ser director de un grupo de latín jazz en el Miami-Dade College. Juan Contreras se dedica a la terapia sonora y toca flauta con un grupo en Estados Unidos; Julio Villalobos, tras décadas de inactividad, fue miembro del colectivo de improvisación libre Psychotic Aliens desde 2011 hasta su muerte, acontecida el 2 de marzo de 2022.

## Integrantes
La banda tuvo en total nueve formaciones diferentes, distribuidas en tres períodos distinguibles: 1964-1974, 1978-1981 y 2001-2003.

## Discografía

### Álbumes
- 1970 - Blops
- 1971 - Blops o Del volar de las palomas
- 1974 - Blops o Locomotora
- 1979 - Blops o Iquique

### Recopilaciones
- 2006 - Blops (Box-set que incluye los tres primeros álbumes de la banda) (Shadoks)

### Sencillos
- 1970 - Machulenco / Valle de los espejos
- 1971 - Los momentos / La mañana y el jardín
- 1971 - Qué lindas son las mañanas / la rodandera
- 1978 - Los momentos / La Francisca

### Colaboraciones
- El derecho de vivir en paz (de Víctor Jara, 1971)
- Patricio Manns (de Patricio Manns, 1971)
- Canciones de patria nueva (de Ángel Parra, 1971)